# Królowie Dogtown
Królowie Dogtown (ang. Lords of Dogtown) – amerykański film w reżyserii Catherine Hardwicke z 2005 roku, powstały na podstawie historii legendarnej grupy skateboardingowej Z-Boys, w której skład wchodzili m.in. Stacy Peralta, Jay Adams i Tony Alva, dzięki której jazda na deskorolce stała się sportem ekstremalnym.

## Obsada
- John Robinson – Stacy Peralta
- Emile Hirsch – Jay Adams
- Victor Rasuk – Tony Alva
- Michael Angarano – Sid
- Heath Ledger – Skip Engblom
- America Ferrera – Thunder Monkey
- Vincent Laresca – Chino